# Erich Hof
Pour les articles homonymes, voir Hof.

Erich Hof (né le 3 août 1936 à Brigittenau, Vienne; décédé le 25 janvier 1995) était un footballeur (attaquant) puis entraîneur de football autrichien.
Il est l'auteur de 28 buts en 37 sélections avec l'équipe d'Autriche entre 1957 et 1968. Il a fait l'essentiel de sa carrière dans le club de Wiener Sport-Club dont il deviendra ensuite l'entraîneur. Son frère Norbert Hof (en) était également footballeur.

## Biographie

### Joueur
Erich Hof commence le football au SCR Hochstädt, un club de Brigittenau, le quartier de Vienne où il est né. À 17 ans il rejoint le Wiener Sport-Club basé à Dornbach non loin de son quartier natal. Lors de son premier match avec le Sport-Club, le 6 mars 1954, il marque son premier but après six minutes de jeu. Avec Walter Horak, Adolf Knoll, Josef Hamerl et Karl Skerlan il forme l'attaque du Wiener Sport-Club qui dominera le football autrichien à la fin des années 50. Du 17 juin 1957 au 12 septembre 1959 le club comptabilisera 43 victoires, 11 matchs nuls et seulement une défaite en 55 matchs de championnat en restant invaincu 41 rencontres d'affilée. Il remporte les championnats 1957-1958 et 1958-1959. Erich Hof terminera meilleur buteur du championnat pendant la saison du premier titre et une nouvelle fois lors de la saison 1962-1963.
Erich Hof fait également partie de l'équipe qui élimine la Juventus Turin lors de la Coupe des clubs champions européens 1958-1959, en battant les Turinois 7 à 0, après une défaite à l'extérieur de 1 à 3. Hof marque deux buts lors de cette rencontre. Le club ira jusqu'en quart de finale, éliminé par le futur vainqueur de la compétition, le Real Madrid. 
En équipe nationale il a le deuxième meilleur ratio de buts, soit 0,76 buts par match, lors d'une victoire 7 à 1 contre Chypre, il est l'auteur de cinq buts.
Avec 224 buts pour le Wiener Sport-Club, il détient le record de réalisations du club. Mis à part une courte période chez le rival local de l'Austria il aura été fidèle à son club. Il sera obligé d'arrêter sa carrière de joueur en 1968, à cause d'une blessure au ménisque.

### Entraîneur
Avant sa fin de carrière de joueur, Erich Hof, était en même temps entraîneur intérimaire dans son club avant que le poste soit occupé. Fin 1969, il prendra le poste et terminera la saison comme vice-champion d'Autriche. Lors de la saison 1970-1971, il sera démis de ses fonctions, le Sport Club était à la 5e place à sept point du leader. À l'été 1971, il rejoint le vice-champion Austria Salzbourg avec qui il terminera la saison à la 4e place mais ne sera pas conservé par le club.
Lors de la saison 1973-1974, Hof revient au Wiener Sport-Club qui venait d'être relégué en deuxième division. Il ramènera le club en première division en 1977 puis la saison suivante sera même vice-champion. La saison suivante il rejoint l'Austria Vienne avec qui il sera deux fois champion réalisant même le doublé coupe-championnat en 1979-1980. En 1982, il annonce arrêter son contrat à l'Austria en fin de saison, mais quittera le club le 1er avril, le club occupait la première place mais finira la saison deuxième derrière le Rapid Vienne.
En septembre 1982, Erich Hof devient entraîneur de l'équipe d'Autriche. Son premier bilan est positif, avec trois matchs et trois victoires, onze buts marqués et zéro encaissé. À l'automne 1983, avec trois défaites de suite il ne peut qualifier l'Autriche pour le championnat d'Europe mais obtient la confiance de la fédération pour mener le pays à la Coupe du monde 1986. En novembre 1984, il quitte son poste d'entraîneur national. Il officie un temps en Grèce, puis jusqu'à sa mort sera conseiller pour le Wiener Sport-Club et l'Austria.
Erich Hof meurt à 58 ans à la suite d'un cancer.

## Palmarès

### Joueur
- Meilleur buteur du Championnat d'Autriche : 1958-59 et 1962-63
- Coupe des clubs champions européens : Quart de finaliste en 1959 et 1960
- Champion d'Autriche: 1958 et 1959
- Vice-champion d'Autriche: 1955, 1960, 1969
- Coupe d'Autriche: Finaliste en 1969

### Entraîneur
- Champion d'Autriche: 1980 et 1981
- Coupe d'Autriche: Vainqueur en 1982